# Seznam zápasů norské fotbalové reprezentace na MS
Norská fotbalová reprezentace byla celkem 3x na mistrovstvích světa ve fotbale a to v letech 1938, 1994, 1998
- Aktualizace po MS 1998 - Počet utkání - 8 - Vítězství - 2x - Remízy - 3x - Prohry - 3x

| Číslo | Soupeř   | Výsledek   | MS      | Fáze turnaje       | Góly Norska                             |
| ----- | -------- | ---------- | ------- | ------------------ | --------------------------------------- |
| 1.    | Itálie   | 1 – 2 (PP) | MS 1938 | první kolo         | Arne Brustad                            |
| 2.    | Mexiko   | 1 – 0      | MS 1994 | základní skupina   | Kjetil Rekdal                           |
| 3.    | Itálie   | 0 – 1      | MS 1994 | základní skupina   | Ne                                      |
| 4.    | Irsko    | 0 – 0      | MS 1994 | základní skupina   | Ne                                      |
| 5.    | Maroko   | 2 – 2      | MS 1998 | základní skupina A | Youssef Chippo (vlastní MAR), Dan Eggen |
| 6.    | Skotsko  | 1 – 1      | MS 1998 | základní skupina A | Håvard Flo                              |
| 7.    | Brazílie | 2 – 1      | MS 1998 | základní skupina A | Tore André Flo, Kjetil Rekdal (penalta) |
| 8.    | Itálie   | 0 – 1      | MS 1998 | osmifinále         | Ne                                      |